# Talísay (Batangas)
Talísay es un municipio filipino perteneciente a la provincia de Batangas, en la región de Calabarzon.

## Toponimia
El nombre del lugar puede encontrarse escrito con las grafías Talísay y Talisay.

## Geografía
Se encuentra en la costa septentrional del lago Taal, en la linde con la provincia de Cavite.

## Historia
Hacia comienzos del siglo XX, el lugar, ya por entonces perteneciente a la provincia de Batangas, tenía contabilizada una población de 8200 habitantes. En 2020, el municipio de Talísay tenía censados 46 238 habitantes.